# Eterna

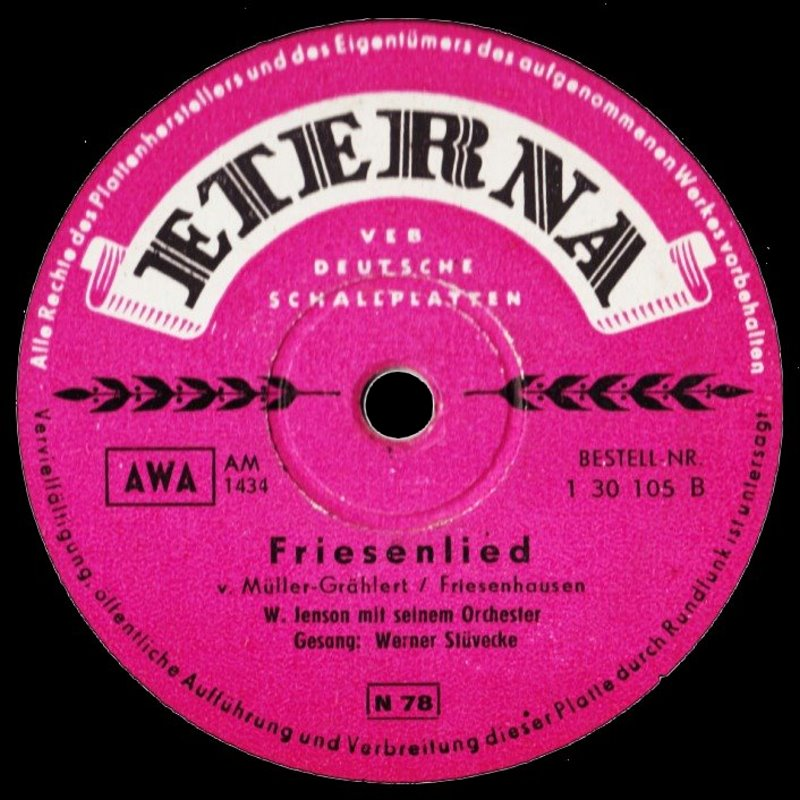
Этикетка грампластинки, 1952 год

Eterna («Этерна», осн. 3 февраля 1947) — бывшая торговая марка народного предприятия ГДР «Немецкие грампластинки» (VEB Deutsche Schallplatten), специализировавшаяся на выпуске грампластинок и компакт-кассет с классической музыкой, оперой, опереттой, народными песнями, джазом, а также духовной (церковной) музыкой. Наряду с «Этерной» в состав предприятия входили:
- Amiga — для современной лёгкой музыки (поп, рок, джаз, эстрадная музыка);
- Litera — для литературных записей (чтения, радиопостановки, драма);
- Nova — для новой музыки (современная «серьёзная» музыка);
- Aurora — для рабочих песен и постановок Эрнста Буша;
- Schola — издания всех жанров, специально подготовленные для учебных целей.

К 1980 году в каталоге Eterna насчитывалось более 1500 монофонических, свыше 2500 стереофонических (с 1962 года) грампластинок и около 1000 компакт-кассет (с 1970 года). Многие записи Eterna неоднократно удостаивались высших международных наград. Выпущены грампластинки с записью исполнения крупнейших музыкантов — дирижёров Г. Абендрота, Ф. Конвичного и др., певцов М. Чеботари, П. Андерса и др., а также лейпцигского Томанер-хора под управлением К. Штраубе, Г. Рамина и др. Мировую известность грампластинкам Eterna принесли записи исполнения различных оркестров под управлением дирижёров К. Зандерлинга, О. Суитнера, К. Мазура, Г. Хербига, а также Дрезденской государственной капеллы, оркестра Гевандхауза, певцов П. Шрайера, Т. Адама и др.
Были выпущены в грамзаписи собрания сочинений И. С. Баха, И. Брамса, Р. Вагнера, Й. Гайдна, Г. Ф. Генделя, Ф. Мендельсона-Бартольди, В. А. Моцарта, М. Регера, Ф. Шуберта, Р. Шумана, Г. Шюца и др.
К 200-летию со дня рождения Л. Бетховена (1970) фирма Eterna выпустила его «Полное собрание сочинений»  в грамзаписи в исполнении лучших артистов и коллективов. Оно включает также и незавершённые произведения, эскизы, первоначальные варианты, в том числе впервые осуществлённую в 1977 году запись оперы «Леонора». В 1972—73 фирма выпустила в грамзаписи собрание сочинений Г. Шюца, а в 1973 приступила к выпуску собрания сочинений Ф. Мендельсона.
Производство классической и новой музыки субсидировалось за счёт более высоких доходов от популярных произведений рок и поп-музыки на лейбле Amiga, также входившего в VEB Deutsche Schallplatten. Предприятие «Немецкие грампластинки» вело обмен лицензиями на грампластинки Eterna со всеми ведущими граммофонными компаниями мира, с 1971 года — с советской фирмой «Мелодия». К 1980 году под маркой «Мелодия Eterna» было выпущено около 300 наименований грампластинок с записями исполнения советских музыкантов.